# Guzy (Kowale Oleckie)
Guzy (deutsch Guhsen) ist ein Dorf in der polnischen Woiwodschaft Ermland-Masuren und gehört zur Landgemeinde Kowale Oleckie (Kowahlen, 1938 bis 1945 Reimannswalde) im Powiat Olecki (Kreis Oletzko/Treuburg).

## Geographische Lage
Guzy liegt im Nordosten der Woiwodschaft Ermland-Masuren am Südwesthang der Seesker Höhe (polnisch Wzgórza Szeskie), 16 Kilometer nordwestlich der Kreisstadt Olecko (Marggrabowa, 1928 bis 1945 Treuburg).

## Geschichte
Gegründet wurde das später Guzy, vor 1785 noch Guß genannte Dorf im Jahre 1565. Vor 1945 war es ein weit gestreutes Dorf, das 1874 in den Amtsbezirk Kowahlen (polnisch Kowale Oleckie) eingegliedert worden war. Dieser – 1938 in „Amtsbezirk Reimannswalde“ umbenannt – war bis 1945 Teil des Kreises Oletzko – 1933 bis 1945 „Landkreis Treuburg“ genannt – im Regierungsbezirk Gumbinnen der preußischen Provinz Ostpreußen.
Im Jahre 1910 verzeichnete Guhsen 305 Einwohner. Ihre Zahl verringerte sich bis 1933 auf 262 und belief sich 1939 noch auf 219.
Aufgrund der Bestimmungen des Versailler Vertrags stimmte die Bevölkerung im Abstimmungsgebiet Allenstein, zu dem Guhsen gehörte, am 11. Juli 1920 über die weitere staatliche Zugehörigkeit zu Ostpreußen (und damit zu Deutschland) oder den Anschluss an Polen ab. In Guhsen stimmten 260 Einwohner für den Verbleib bei Ostpreußen, auf Polen entfiel keine Stimme.
In Kriegsfolge kam Guhsen 1945 mit dem gesamten südlichen Ostpreußen zu Polen und trägt seither die polnische Namensform „Guzy“. Heute ist das Dorf Sitz eines Schulzenamtes (polnisch Sołectwo) im Verbund der Landgemeinde Kowale Oleckie im Powiat Olecki, bis 1998 der Woiwodschaft Suwałki, seither der Woiwodschaft Ermland-Masuren zugehörig.

## Religionen
Die vor 1945 mehrheitlich evangelische Bevölkerung Guhsens war in das Kirchspiel der Kirche zu Schareyken (1938 bis 1945: Schareiken, polnisch Szarejki) eingepfarrt und war Teil des Kirchenkreises Oletzko/Treuburg in der Kirchenprovinz Ostpreußen der Kirche der Altpreußischen Union. Die Katholiken orientierten sich nach Marggrabowa/Treuburg im Bistum Ermland.
Nach 1945 wurden die evangelischen Kirchenglieder Guzys nach Gołdap (Goldap) eingegliedert, einer Filialgemeinde der Pfarrei in Suwałki innerhalb der Diözese Masuren der Evangelisch-Augsburgischen Kirche in Polen. Seitens der Katholischen Kirche in Polen wurde in Kowale Oleckie eine Pfarrei errichtet, der Guzy zugeordnet wurde. Sie gehört zu einem der beiden Dekanate in Olecko innerhalb des Bistums Ełk (Lyck).

## Verkehr
Guzy liegt an einer Nebenstraße, die von Kowale Oleckie (Kowahlen, 1938 bis 1945 Reimannswalde) an der polnischen Landesstraße DK 65 (einstige deutsche Reichsstraße 132) über Cichy (Czychen, 1938 bis 1945 Bolken) nach Dunajek (Duneyken, 1938 bis 1945 Duneiken) an der Woiwodschaftsstraße DW 655 führt. Eine Bahnanbindung besteht nicht.